# Донори (Каљари)
Донори је насеље у Италији у округу Каљари, региону Сардинија.
Према процени из 2011. у насељу је живело 1736 становника. Насеље се налази на надморској висини од 153 м.